# Африкански съюз
Африканският съюз е международна организация, обединяваща 55 държави от Африка. Основана на 9 юли 2002 година, тя е правоприемник на Организацията за африканско единство.
Сред основните цели на Африканския съюз са политическата и обществено-икономическа интеграция на континента, изготвянето на общи позиции на африканските държави на международната сцена и поддържането на мира и политическата стабилност. Организацията неколкократно изпраща свои военни контингенти в различни африкански страни – Бурунди, Судан, Сомалия.
Най-важните решения на съюза се взимат от Събранието на Африканския съюз, среща на държавните и правителствени ръководители на членуващите страни, провеждана два пъти в годината. Седалището на секретариата на Комисията на Африканския съюз се намира в Адис Абеба, Етиопия.
На 18-ата среща на Г-20, проведена в Делхи, Индия, Африканският съюз е приет като член на Г-20, подобно на Европейския съюз.

## История
Африканският съюз произхожда от Съюза на африканските държави – организация, която е създадена от Кваме Нкрума през 1960-те години, както и от последващите опити за обединение на Африка, включително създаването на Организацията за африканско единство (ОАЕ) – на 25 май 1963 г., и на Африканската икономическа общност през 1981 г.
Идеята за създаването на Африкански съюз е възобновена в средата на 1990-те години по инициатива на либийския ръководител Муамар Кадафи: държавните и правителствени ръководители на ОАЕ издават т.нар. „Сиртска декларация“ (кръстена на град Сирт, Либия където е заседанието) на 9 септември 1999 г., която призовава за създаването на Африканския съюз. Декларацията е последвана от срещи на високо равнище в Ломе през 2000 г., когато е приет Учредителния акт на Африканския съюз, и в Лусака през 2001 г., когато е приет план за развитието на организацията.
На 9 юли 2002 г., в Дърбан, Южна Африка, Организацията за африканско единство официално е преобразувана в Африкански съюз. Председател на първата сесия на Асамблеята на Африканския съюз е Табо Мбеки. Втората сесия е в Мапуту през 2003 г., а третата – в Адис Абеба на 6 юли 2004 г.
Основният орган, натоварен с изпълнението на целите и принципите по мироопазването на континента е Комисията за мир и сигурност. Тя има правомощията да разрешава мироопазващи мисии, да налага санкции в случай на противоконституционна смяна на правителства, и „да предприема инициативи и действия, които сметне за подходящи“ в отговор на потенциални или реални конфликти. Решенията на комисията са задължителни за държавите членки.
От първата си среща през 2004 г., Комисията за мир и сигурност на Африканския съюз е проявила активност във връзка с кризите в Дарфур, Коморските острови, Сомалия, Демократична република Конго, Бурунди, Кот д'Ивоар и други страни. Тя е приела решенията за мироопазващите операции на съюза в Сомалия и Дарфур, и за налагането на санкции срещу лица, подкопаващи мира и сигурността (като например забраната за пътуване и замразяване на авоарите на лидерите на бунта в Коморските острови). Комисията е в процес на създаване на „сили за сигурност“, които да служат като постоянна мироопазваща сила в Африка.

### Мисия в Дарфур
В отговор на продължаващия конфликт в Дарфур, Судан, Африканският съюз разполага в провинцията 7000 миротворци, голяма част от които са от Руанда и Нигерия. Докато конференция в Адис Абеба през 2005 г. спомага за набирането на средства за поддържане на мироопазващите сили през същата и следващата година, през юли 2006 г. Африканският съюз заявява, че ще се оттегли в края на септември, когато изтича мандата им. Критиците на организацията, включително и д-р Ерик Рийвс, отбелязват, че тези сили са до голяма степен неефективни поради липсата на финансови средства, персонал и опит. Наблюдението над площ приблизително равна на Франция поставя още по-големи трудности пред мисията. През юни 2006 г., Конгресът на САЩ отпуска 173 млн. долара в помощ на силите на Африканския съюз. Някои организации, като GIN (Genocide Intervention Network), призовават за намеса ООН, или НАТО, които да увеличат и/ или сменят африканските миротворци. ООН обмисля разполагането на мироопазващи сили, въпреки че те биха влезли в страната най-рано през октомври 2007 г. Слабо финансираната и зле оборудвана мисия трябва да приключи на 31 декември 2006 г., но е удължена до 30 юни 2007 г. и се слива с мисията на Обединените нации в Дарфур през октомври 2007 г. През юли 2009 г., Африканския съюз преустановява сътрудничеството си с Международния наказателен съд и отказва да признае международната заповед за арест, издадена срещу лидера на Судан, Омар ал-Башир, който е обвинен през 2008 г. във военни престъпления.

### Мисия в Сомалия
От началото на 1990 г., Сомалия е без функциониращо централно правителство. В страната е подписано мирно споразумение, целящо прекратяване на гражданската война, която избухва след разпадането на режима на Сиад Баре през 2006 г., след дълги години на мирни преговори. Въпреки това, новото правителство почти веднага е застрашено от продължаващото насилие. Изграждайки временна военна база на брега, от март 2007 г., войници от силите на Африканския съюз започват да пристигат в Могадишу, като част от мироопазващ корпус, който трябва да достигне 8000 души.
Еритрея оттегля посланиците си в Африканския съюз на 20 ноември 2009 г., след като Африканския съюз ѝ налага санкции поради предполагаемата подкрепа за сомалийските ислямисти, които се опитват да свалят международно признатото Преходно федерално правителство на Сомалия. На 22 декември 2009 г. Съветът за сигурност на ООН приема Резолюция 1907, която налага оръжейно ембарго на Еритрея, забрана за пътуване на лидерите и, както и замразяване на авоарите на еритрейски длъжностни лица. Еритрея остро критикува резолюцията. Едва през януари 2011 г., Еритрея възстановява мисията си в Адис Абеба.

## Структура
Върховен орган е Асамблеята на Африканския съюз, която се състои от държавните и правителствените ръководители на страните-членки или техните акредитирани представители. Заседанията на Асамблеята под формата на редовни срещи се провеждат не по-малко от веднъж годишно. В същото време, по искане на която и да е държава членка и при одобрението на две трети от членовете, Асамблеята може да заседава на извънредна сесия. Тя се ръководи от председател, който се избира за срок от една година измежду държавните и правителствени ръководители на държавите членки. Асамблеята има широки правомощия:
- определя общата политика на Африканския съюз;
- получава, разглежда и взема решения по различни доклади и препоръки, изготвени от други органи на съюза;
- разглежда въпроса за членство в организацията;
- създава нови органи на съюза;
- следи за изпълнението на политиките и решенията на организацията, както и за спазването им от страна на държавите членки;
- приема бюджета на съюза;
- издава указания на Изпълнителния съвет относно действия при конфликти, войни и други извънредни ситуации и възстановяване на мира;
- назначава и освобождава съдиите от Върховния съд на Африканския съюз;
- назначава председателя на Комисията, неговите заместници и членовете на Комисията, и определя техните задачи и срока на мандата им.

Решенията в Асамблеята се вземат с консенсус или, в противен случай, при две трети от гласовете на членовете на организацията. Въпреки това, процедурните въпроси се решава чрез гласуване с обикновено мнозинство.
С цел да се засилят процесите на интеграция, особено икономическите, през 2004 г. е създаден Панафриканския парламент, който в крайна сметка трябва да се превърне в най-висшия законодателен орган на Африканския съюз. Парламентът се намира в град Мидренд в Южна Африка и се състои от 265 представители от 53 държави членки на организацията.
Изпълнителният съвет на Африканския съюз се състои от външните министри или други министри на държавите членки (или държавни служители, назначени от правителствата им). Заседанията на съвета са под формата на редовни срещи, и се провеждат най-малко два пъти годишно. В същото време, по искане на която и да е държава членка и при одобрението на две трети от страните-членки, Изпълнителният съвет може да бъде свикан на извънредна сесия. Той е отговорен за координирането и вземането на решения по въпроси, засягащи общия интерес на държавите членки, както и за изпълнението на политическата стратегия, формулирана от Асамблеята. Обхватът и отговорностите на Изпълнителния съвет включват въпросите по:
- външна търговия;
- енергетика, промишленост и природни ресурси;
- селскостопански и животински ресурси, животни и горска промишленост;
- водни ресурси и напояване;
- опазване на околната среда, хуманитарна и спешна реакция;
- транспорт и съобщения;
- застраховки;
- образование, култура, здравеопазване и развитие на работната сила;
- наука и технологии;
- гражданство, пребиваване и имиграционни дела;
- социална сигурност, включително формулирането на политиките за защита на майките и децата, както и на инвалидите и хората с увреждания;
- установяване на система за награди, медали и други.

Решенията в Изпълнителния съвет, също като в Асамблеята, се вземат с консенсус или, в противен случай, две трети от гласовете на членовете на организацията. Въпреки това, процедурните въпроси се решава чрез гласуване с обикновено мнозинство.
В допълнение на съвета има създадени редица специализирани технически комисии, които отговарят директно пред него:
- Комисия по земеделието и селскостопанските въпроси;
- Комисия по парични и финансови въпроси;
- Комисия на търговията, митниците и въпросите на имиграцията;
- Комисия на промишлеността, науката и технологиите, енергетиката, природните ресурси и околната среда;
- Комисия по транспорта, съобщенията и туризма;
- Комисия по здравеопазването, труда и социалните въпроси;
- Комисия по образованието, културата и човешките ресурси.

В рамките на Африканския съюз други органи са:
- Върховният съд;
- Комисията на Африканския съюз (изпълнителния орган на административната организация, която служи като секретариат на Африканския съюз);
- Комисията на постоянните представители;
- Икономически, социален и културен съвет;
- Съветът за мир и сигурност.

Освен тях, се планира да се създадат три финансови институции – Африканска централна банка (към 2028 г.), Африкански валутен фонд и Африканска банка за инвестиции.

## Администрация
За председател на Африканския съюз се избира за срок от 1 година глава на някоя от африканските държави. Председател на Африканската комисия (от 2003) е изпълнителният орган на АС – бившият президент на Мали Алфа Омар Конаре.
Според Учредителният акт на Африканския съюз, работните езици са арабски, английски, френски и португалски, както и африкански езици, „ако е възможно“. Протокол за изменение на Учредителния акт, приет през 2003 г., допълва испански, суахили и „всеки друг африкански език“ и обявява всичките шест за „официални“ (а не „работни“) езици на Африканския съюз. На практика, при преводът на документи на Африканския съюз, който беше извършван на четирите работни езици и причиняваше значителни закъснения и трудности, е постигнат известен напредък от края на 2007 г., когато са въведени модерни средства за превод и методи на работа.
Основана през 2001 г. под егидата на Африканския съюз, Африканската езикова академия насърчава използването и запазването на африканските езици сред населението на континента. Африканският съюз обявява 2006 г. за Година на африканските езици.

## География
Териториите на държавите членки покриват почти целия континент Африка. Следователно, географията на Африканския съюз е изключително разнообразна, включваща най-голямата пустиня в света (Сахара), огромни джунгли и савани, и най-дългата река в света (Нил).
Териториалното покритие на Африканския съюз е 29 922 059 km² с 24 165 km брегова линия.

### Държави членки
Членството на Мали е спряно на 19 август 2020 г. след военен преврат. На 9 октомври същата година Съветът за мир и сигурност на Африканския съюз отмени суспендирането, наложено на Мали, позовавайки се на постигнатия напредък за връщане към демокрацията. Страната отново е спряна на 1 юни 2021 г. след втория военен преврат в рамките на девет месеца.
Членството на Гвинея също е спряно на 10 септември 2021 г. след военен преврат, при който е свален президентът на страната Алфа Конде.
Членството на Судан е спряно на 27 октомври 2021 г. след военен преврат, свалил цивилното правителство, водено от министър-председателя Абдала Хамдок.
Членството на Буркина Фасо е спряно след военен преврат на 31 януари 2022 г.
Членството на Нигер е спряно на 22 август 2023 г. след военен преврат в края на юли, който свали демократично избрания президент Мохамед Базум; това доведе до кризата в Нигерия през 2023 г.
Членството на Габон е спряно на 31 август 2023 г. след военен преврат, който свали президента Али Бонго Ондимба.
| Държава                      | Присъединяване       | Държава                       | Присъединяване      |
| ---------------------------- | -------------------- | ----------------------------- | ------------------- |
| Алжир                        | 25 май 1963 г.       | Лесото                        | 31 октомври 1966 г. |
| Ангола                       | 11 февруари 1975 г.  | Либерия                       | 25 май 1963 г.      |
| Бенин                        | 25 май 1963 г.       | Либия                         | 25 май 1963 г.      |
| Ботсвана                     | 31 октомври 1966 г.  | Мавриций                      | август 1968 г.      |
| Буркина Фасо (спряно)        | 25 май 1963 г.       | Мавритания                    | 25 май 1963 г.      |
| Бурунди                      | 25 май 1963 г.       | Малави                        | 13 юли 1964 г.      |
| Габон (спряно)               | 25 май 1963 г.       | Мали (спряно)                 | 25 май 1963 г.      |
| Гамбия                       | октомври 1965 г.     | Мароко                        | 25 май 1963 г.      |
| Гана                         | 25 май 1963 г.       | Мозамбик                      | 18 юли 1975 г.      |
| Гвинея (спряно)              | 25 май 1963 г.       | Намибия                       | юни 1990 г.         |
| Гвинея-Бисау                 | 19 ноември 1973 г.   | Нигер (спряно)                | 25 май 1963 г.      |
| Демократична република Конго | 19 ноември 1973 г.   | Нигерия                       | 25 май 1963 г.      |
| Джибути                      | 27 юни 1977 г.       | Руанда                        | 25 май 1963 г.      |
| Египет                       | 25 май 1963 г.       | Сао Томе и Принсипи           | 18 юли 1975 г.      |
| Екваториална Гвинея          | 12 октомври 1968 г.  | Сейшелски острови             | 29 юни 1976 г.      |
| Еритрея                      | 24 май 1993 г.       | Сенегал                       | 25 май 1963 г.      |
| Есватини                     | 24 септември 1968 г. | Сомалия                       | 25 май 1963 г.      |
| Етиопия                      | 25 май 1963 г.       | Судан (спряно)                | 25 май 1963 г.      |
| Замбия                       | 16 декември 1964 г.  | Сиера Леоне                   | 25 май 1963 г.      |
| Западна Сахара               | 22 февруари 1982 г.  | Танзания                      | 16 януари 1964 г.   |
| Зимбабве                     | юни 1980 г.          | Того                          | 25 май 1963 г.      |
| Кабо Верде                   | 18 юли 1975 г.       | Тунис                         | 25 май 1963 г.      |
| Камерун                      | 25 май 1963 г.       | Уганда                        | 25 май 1963 г.      |
| Кения                        | 13 декември 1963 г.  | Централноафриканска република | 25 май 1963 г.      |
| Коморски острови             | 18 юли 1975 г.       | Чад                           | 25 май 1963 г.      |
| Република Конго              | 25 май 1963 г.       | Република Южна Африка         | 6 юни 1994 г.       |
| Кот д'Ивоар                  | 25 май 1963 г.       | Южен Судан                    | 28 юли 2011 г.      |

## Председатели
През 2006 година Африканският съюз решава да създаде комисия, която „да разгледа прилагането на ротационна система между регионите“ по отношение на избора на председател. Противоречия възникват на срещата на върха през 2006 година, когато Судан обявява кандидатурата си за председателство на Съюза като представител на Източна Африка. Няколко държави членки се противопоставят на това, заради конфликта в Дарфур. В крайна сметка Судан оттегля кандидатурата си и за председател е избран Дьони Сасу-Нгесо от Република Конго с едногодишен мандат.
На срещата на върха през януари 2007 година Сасу-Нгесо е сменен от президента на Джон Куфур, въпреки новия опит на Судан да получи председателството. Годината съвпада с 50-годишнината от незамисимостта на Гана и за страната е важно да поеме председателството и да е домакин на срещата на върха в средата на годината, на която е обсъдено и създаването на правителство на Африканския съюз. През януари 2008 година президентът на Танзания Джакая Киквете става председател като представител на Източна Африка, което отново пресича амбициите на Судан да поеме председателството в близко време.
| Африкански съюз              |                   |                  |                              |
| Име                          | Начало на мандата | Край на мандата  | Държава                      |
| Табо Мбеки                   | 9 юли 2002        | 10 юли 2003      | Република Южна Африка        |
| Жуакин Чисано                | 10 юли 2003       | 6 юли 2004       | Мозамбик                     |
| Олусегун Обасанджо           | 6 юли 2004        | 24 януари 2006   | Нигерия                      |
| Дьони Сасу-Нгесо             | 24 януари 2006    | 24 януари 2007   | Република Конго              |
| Джон Куфур                   | 30 януари 2007    | 31 януари 2008   | Гана                         |
| Джакая Киквете               | 31 януари 2008    | 2 февруари 2009  | Танзания                     |
| Муамар Кадафи                | 2 февруари 2009   | 31 януари 2010   | Либия                        |
| Бингу ва Мутарика            | 31 януари 2010    | 31 януари 2011   | Малави                       |
| Теодоро Обианг Нгема Мбасого | 31 януари 2011    | 29 януари 2012   | Екваториална Гвинея          |
| Яи Бони                      | 29 януари 2012    | 27 януари 2013   | Бенин                        |
| Хайлемариам Десален          | 27 януари 2013    | 30 януари 2014   | Етиопия                      |
| Мохамед Абдел Азис           | 30 януари 2014    | 30 януари 2015   | Мавритания                   |
| Робърт Мугабе                | 30 януари 2015    | 30 януари 2016   | Зимбабве                     |
| Идрис Деби                   | 30 януари 2016    | 30 януари 2017   | Чад                          |
| Алфа Конде                   | 30 януари 2017    | 30 януари 2018   | Гвинея                       |
| Пол Кагаме                   | 30 януари 2018    | 10 февруари 2019 | Руанда                       |
| Абдел Фатах Сиси             | 10 февруари 2019  | 10 февруари 2020 | Египет                       |
| Сирил Рамафоса               | 10 февруари 2020  | 10 февруари 2021 | Република Южна Африка        |
| Феликс Чисекеди              | 10 февруари 2021  | 5 февруари 2022  | Демократична република Конго |
| Маки Сал                     | 5 февруари 2022   | 18 февруари 2023 | Сенегал                      |
| Азали Асумани                | 18 февруари 2023  | настоящ          | Коморски острови             |

## Цели и принципи
Съгласно Учредителният акт на Африканския съюз, сред основните цели на организацията са:
- укрепване на единството и солидарността на африканските държави и народите на Африка;
- защита на суверенитета, териториалната цялост и независимостта на държавите членки;
- ускоряване на политическата и социално-икономическата интеграция на континента;
- насърчаване и защита на общите позиции по въпроси от интерес за континента и африканските народи;
- насърчаване на международното сътрудничество, в съответствие с Устава на ООН и Всеобщата декларация за правата на човека;
- укрепване на мира, безопасността и стабилността на континента;
- укрепване и защита на човешките права, в съответствие с Африканската харта за правата на човека и народите и други инструменти за насърчаване на човешките права;
- създаване на необходимите условия, чрез които континентът ще може да заеме достойно място в глобалната икономика и в международните преговори;
- насърчаването на устойчивото развитие на икономическо, социално и културно равнище, както и интеграцията на африканските икономики;
- насърчаването на сътрудничеството във всички сфери на човешката дейност, с цел да се повиши качеството на живот на африканското население;
- координация и хармонизиране на политиките между съществуващите и бъдещите регионални икономически общности, с цел постепенното постигане на целите на Африканския съюз;
- прогрес в развитието на континента, чрез насърчаване на научните изследвания във всички области, особено в областта на науката и технологиите;
- сътрудничество със съответните международни партньори в дейностите по ликвидиране на болестите и създаване на здравословен начин на живот на континента.

Съгласно Учредителният акт на Африканския съюз, като основни принципи на действие на организацията са:
- суверенното равенство и взаимозависимостта между държавите членки на Африканския съюз;
- признаването на държавните граници, които са съществували към момента на получаване на държавна независимост;
- участието на африканските народи в дейността на Африканския съюз;
- изработването на обща отбранителна политика на африканския континент;
- мирно разрешаване на конфликтите между държавите членки на организацията посредством подходящи мерки, одобрени от Асамблеята на Африканския съюз;
- забрана за използването или заплахата със сила между държавите членки на съюза;
- ненамеса във вътрешните работи на други държави членки;
- правото на съюза да се намесва в дела на държавите от съюза, по решение на Асамблеята на организацията, в случай на военни престъпления, геноцид или престъпления срещу човечеството;
- мирното съществуване на държавите членки и правото им да съществуват в мир и сигурност;
- правото на държавите членки да се обръщат към организацията с молба за намеса в делата на държавата, с цел да се възстановят мира и сигурността ѝ;
- насърчаване на принципите на самодостатъчност в рамките на съюза;
- насърчаване на равенството между половете;
- уважаване на демократичните принципи, правата на човека, върховенството на закона и добросъвестното държавно управление;
- насърчаване на социалната справедливост, с цел да се осигури балансирано икономическо развитие;
- уважаване на неприкосновеността на човешкия живот, осъждане и отхвърляне на безнаказаността и политическите убийства, актовете на тероризъм и подривна дейност;
- осъждане и отхвърляне на противоконституционните смени на правителствата.

## Символи
Емблемата на Африканския съюз се състои от златна панделка, върху която има 7 червени пръстени и палмови листа, продължаващи нагоре и извиващи се около външен златист кръг и вътрешен кръг в зелено, в който е поставена карта на Африка в златист цвят. Червените взаимосвързани пръстени символизират африканската солидарност и кръвта, пролята за освобождението на Африка, палмовите листа – мира; златният цвят – богатствата на Африка и светлото бъдеще, зеленият – африканските надежди и стремежи. За да символизира и африканското единство, контурът на Африка е без вътрешни граници. Африканският съюз приема новия си флаг на 14-а си редовна сесия на Асамблеята, която се провежда в Адис Абеба през 2010 г.
По време на 8-а африканска среща на върха, която се състои също в Адис Абеба – на 29 и 30 януари 2007 г., държавните и правителствените ръководители решават да дадат началото на конкурс за избор на ново знаме на Съюза. Те препоръчват зелен фон за флага – цвят, символизиращ надеждата на Африка, и 53 златни звезди, които да представляват държавите членки на съюза. Съгласно това решение, Комисията на Африканския съюз организира конкурс за избор на нов флаг за организацията. Комисията получава общо 106 предложения от граждани на 19 африкански държави и 2 от диаспората. Предложенията са разгледани от група от експерти, определена от Комисията на съюза и от тях е отделен кратък списък, в съответствие с основните насоки, дадени от държавните и правителствените ръководители.
На 13-а редовна сесия на Асамблеята, държавните и правителствени ръководители разглеждат доклада на групата и избират едно от всички предложения. Знамето понастоящем е част от символите на Африканския съюз и заменя старото.
Старото знаме на Африканския съюз се състои от широка зелена хоризонтална лента, тясна златна лента, емблемата на Африканския съюз в центъра на широка бяла ивица, отново тясна златна и широка зелена лента. Зеленият и златният цвят символизират Африка и стремежи ѝ, както и богатствата на континента и светлото му бъдеще, а белият представлява чистотата на желанието на Африка за приятели по целия свят. Знамето води до създаването на „националните цветове“ на Африка – златно и зелено (понякога заедно с бяло). Те са видими, по един или друг начин, в знамената на много африкански държави. Заедно, цветовете зелено, златно и червено, представляват панафриканските цветове.